# Les Parent
Les Parent – kanadyjski telewizyjny serial komediowy emitowany od 8 września 2008 roku do 28 marca 2016 roku na kanale ICI Radio-Canada Télé. We Francji serial był emitowany od października 2010 na kanałach: Canal+ Family i Gulli. Na podstawie serialu powstał polski serial pt. Rodzinka.pl, a w 2015 – rosyjska adaptacja pt. Родители. W 2016 roku premierę miała słowacka adaptacja pt. Naši.

## Obsada
- Anne Dorval jako Natalie Rivard
- Daniel Brière jako Louis-Paul Parent
- Joey Scarpellino jako Thomas Parent
- Raphael Grenier-Benoît jako Olivier Parent
- Louis-Philippe Beauchamp jako Zacharie Parent
- Louise Turcot jako Madeleine Rivard (matka Natalie)
- Marcel Sabourin jako Bernard Rivard (ojciec Natalie)
- Alexis Martin jako Benoît
- Marie-Chantal Perron jako Marie
- Maude Carmel-Ouellet jako Anaïs Laliberté
- Jean-Carl Boucher jako Jessy

## Nagrody i nominacje
Gemini Awards 2010
- nominacja: najlepsza komedia
- nominacja: najlepszy scenariusz komediowy – Jacques Davidts
- nominacja: najlepsza aktorka komediowa – Anne Dorval
- nominacja: najlepszy aktor komediowy – Daniel Briere